# Mezi ploty
Mezi ploty je český divadelní a hudební festival, který každoročně probíhá v psychiatrické nemocnici v Bohnicích, jejíž „ploty“ se po několik dní otevírají pro veřejnost.

## Historie
Festival se poprvé konal již v roce 1992 a k jeho cílům patří přiblížení pacientů s duševním onemocněním veřejnosti. Organizátorem byl a je Robert Kozler. Festival se postupně rozrostl ze skromné akce v poměrně rozsáhlou přehlídku současné hudby a divadla, která se stala jednou z nejvyhledávanějších kulturních akcí v České republice. Festival vznikl jako divadelní odnož festivalu Babí léto v Psychiatrické léčebně Bohnice (který byl prvním festivalem, který brány léčebny otevřel). Podzimní festival Babí léto provozovalo sdružení Unijazz a po 20 letech jeho organizaci převzala sama léčebna Bohnice.